# Omonia (stacja metra)
Omonia – stacja metra w Atenach, która znajduje się na skrzyżowaniu linii 1 i 2. Jako pierwsza została otwarta na linii 1. w 1904 roku, a później na linii 2 w 2000 roku. Stacja znajduje się w centrum miasta, pod Platia Omonias.